# Campeonato Europeu de Ginástica Artística de 1996
O Campeonato Europeu de Ginástica Artística de 1996 teve suas competições femininas realizadas em separado das masculinas. Enquanto as disputas das mulheres se deram em Birmingham, no Reino Unido, as dos homens localirazaram-se na cidade de Copenhagen, na Dinamarca.

## Eventos
- Individual geral masculino
- Equipes masculino
- Solo masculino
- Barra fixa
- Barras paralelas
- Cavalo com alças
- Argolas
- Salto sobre a mesa masculino
- Individual geral feminino
- Equipes feminino
- Trave
- Solo feminino
- Barras assimétricas
- Salto sobre a mesa feminino

## Medalhistas
| Evento                       | Ouro                                                          | Prata                               | Bronze                                       |
| Masculino                    |                                                               |                                     |                                              |
| Equipes detalhes             | RUS                                                           | UKR                                 | BLR                                          |
| Individual geral detalhes    | BLR Ivan Ivankov                                              | BLR Vitaly Scherbo                  | RUS Alexei Voropaev                          |
| Solo detalhes                | BLR Vitaly Scherbo                                            | RUS Eugeni Podgorni                 | UKR Grigory Misutin                          |
| Cavalo com alças detalhes    | SUI Li Donghua                                                | BLR Ivan Ivankov                    | FRA Patrice Casimir                          |
| Argolas detalhes             | ITA Juri Chechi                                               | BUL Jordan Jovtchev GER Marius Toba | nenhum                                       |
| Salto sobre a mesa detalhes  | BLR Vitaly Scherbo                                            | SUI Dieter Rehm                     | ROU Cristian Leric                           |
| Barras paralelas detalhes    | BLR Vitaly Scherbo UKR Rustam Charipov                        | nenhum                              | BLR Ivan Ivankov                             |
| Barra fixa detalhes          | BUL Krasimir Dounev RUS Alexei Voropaev                       | nenhum                              | BLR Vitaly Scherbo UKR Alexandre Svetlichnyi |
| Feminino                     |                                                               |                                     |                                              |
| Equipes detalhes             | ROU                                                           | RUS                                 | UKR                                          |
| Individual geral detalhes    | UKR Lilia Podkopayeva                                         | BLR Svetlana Boginskaya             | ROU Lavinia Milosovici                       |
| Salto sobre a mesa detalhes  | ROU Simona Amanar                                             | ROU Gina Gogean                     | UKR Lilia Podkopayeva                        |
| Barras assimétricas detalhes | RUS Svetlana Khorkina ROU Simona Amanar UKR Lilia Podkopayeva | nenhum                              | nenhum                                       |
| Trave detalhes               | RUS Rozalia Galiyeva                                          | ROU Gina Gogean                     | BLR Yelena Piskun                            |
| Solo detalhes                | UKR Lilia Podkopayeva ROU Lavinia Milosovici                  | nenhum                              | RUS Dina Kochetkova ESP Joana Juarez         |

## Quadro de medalhas
| Ordem | País         | Medalha de ouro | Medalha de prata | Medalha de bronze |    |
| ----- | ------------ | --------------- | ---------------- | ----------------- | -- |
| 1     | Bielorrússia | 4               | 3                | 4                 | 11 |
| 2     | Roménia      | 4               | 2                | 2                 | 8  |
| 2     | Rússia       | 4               | 2                | 2                 | 8  |
| 4     | Ucrânia      | 4               | 1                | 4                 | 9  |
| 5     | Suíça        | 1               | 1                |                   | 2  |
| 6     | Itália       | 1               |                  |                   | 1  |
| 7     | Bulgária     |                 | 1                |                   | 1  |
| 8     | Eslovénia    |                 |                  | 1                 | 1  |
| 8     | França       |                 |                  | 1                 | 1  |
| TOTAL | TOTAL        | 18              | 11               | 14                | 44 |